# Duolandrevus sumatranus
Duolandrevus sumatranus är en insektsart som beskrevs av Andrej Vasiljevitj Gorochov 1996. Duolandrevus sumatranus ingår i släktet Duolandrevus och familjen syrsor. Inga underarter finns listade i Catalogue of Life.